# Îles Feni
Les Îles Feni sont un groupe d’îles de Papouasie-Nouvelle-Guinée, situé à l’est de la Nouvelle-Irlande. Elles font partie de l’archipel Bismarck et sont administrativement rattachées à la province de Nouvelle-Irlande. La plus grande de ces îles est Ambitle (87 km2), la deuxième en importance est Babase (23 km2).

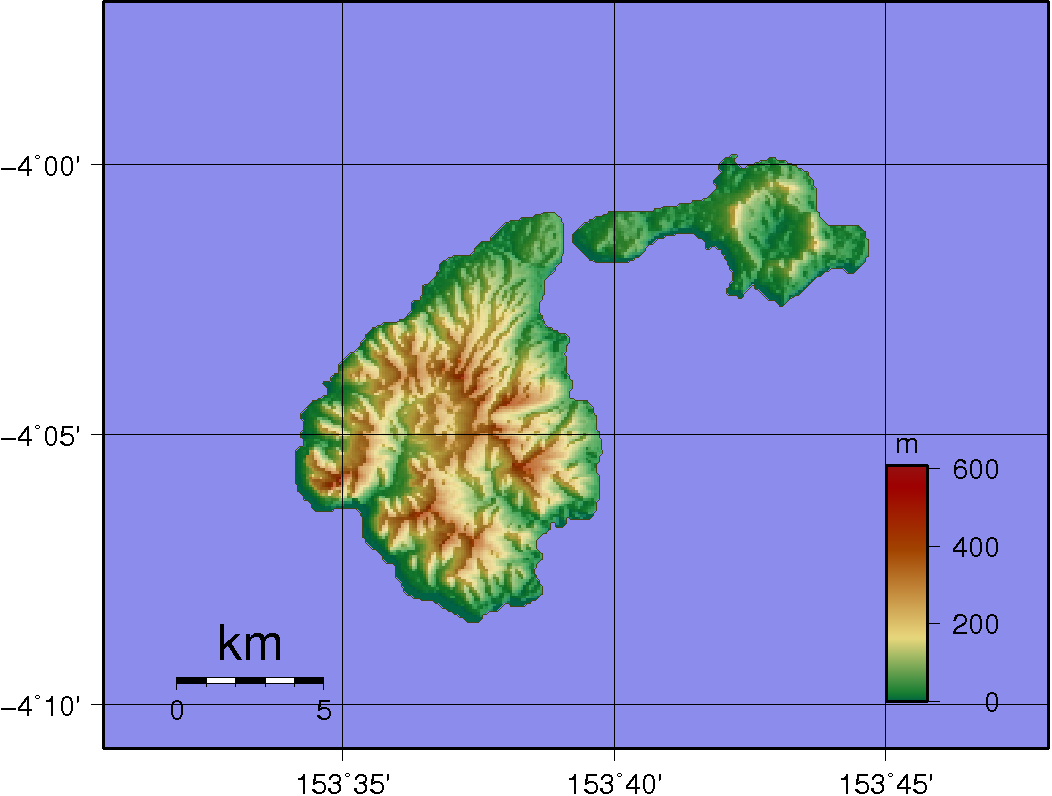
Carte topographique des îles Feni

Les îles Feni ont pour origine des stratovolcans. Il y subsiste une activité géothermique. Elles sont couvertes de jungle, les précipitations y atteignent 2 000 mm/an. La population vivant sur ces îles est estimée à entre 1 500 à 2 000 personnes.